# Hochleithen
Hochleithen è un comune austriaco di 1 151 abitanti nel distretto di Mistelbach, in Bassa Austria.